# Aldicarbe
Aldicarb, nome químico carbamato aldicarbe (anteriormente comercializado como Temik 150®), é um agrotóxico de alta toxicidade utilizado como praguicida. No passado, foi amplamente desviado para uso ilegal como raticida, conhecido popularmente como "chumbinho".
É responsável por inúmeros casos de envenenamento e mortes de pessoas (especialmente crianças) e de animais domésticos e silvestres. Além disso, seu uso inadequado causou a contaminação do solo, alimentos, rios e lençóis freáticos.
O aldicarbe foi banido em diversos países, como Alemanha e Suécia desde 1990, e posteriormente em muitos outros devido aos seus efeitos extremamente tóxicos. Um único grama do produto é suficiente para matar uma pessoa de até 60 quilos em meia hora. Quando inalado ou ingerido, o aldicarbe entra rapidamente na corrente sanguínea, atuando como inibidor da enzima colinesterase, essencial para o funcionamento do sistema nervoso. Isso resulta em transtornos neurológicos, parada cardíaca e paralisia dos pulmões, podendo levar à morte por asfixia. Em animais, os efeitos são semelhantes, causando danos severos aos pulmões, fígado e rins.
Apesar da proibição, resquícios de estoques antigos do produto foram comercializados clandestinamente como "chumbinho". Contudo, devido à alta complexidade e custo da produção de aldicarbe, é improvável que ele continue sendo fabricado clandestinamente no Brasil. Atualmente, produtos vendidos como "chumbinho" geralmente contêm outras substâncias tóxicas de origem desconhecida, utilizadas para enganar consumidores e sem eficácia comprovada no controle de roedores.
O aldicarbe foi originalmente produzido pela multinacional alemã Bayer CropScience e fabricado em instalações especializadas nos Estados Unidos. No Brasil, antes de sua proibição, era importado e armazenado em locais controlados, sendo comercializado exclusivamente para agricultores certificados em estados como São Paulo, Minas Gerais e Bahia.
Portugal, juntamente com outros países da União Europeia, baniu o aldicarbe em 2007. No Brasil, o produto foi proibido pela Agência Nacional de Vigilância Sanitária (Anvisa) em outubro de 2012, devido ao número elevado de envenenamentos associados ao seu uso inadequado. Desde então, sua fabricação, comercialização e uso estão completamente proibidos no país.
A venda de "chumbinho" atualmente, mesmo sendo ilegal, persiste de forma clandestina, sendo necessária maior fiscalização e conscientização para evitar os riscos à saúde pública.
referências 
1. Anvisa - Proibição do aldicarbe no Brasil:  Agrotóxico utilizado como “chumbinho” é retirado do mercado brasileiro  Fonte oficial que detalha a decisão de banir o aldicarbe no Brasil e os motivos.
2. Ministério da Saúde - Impactos do uso ilegal de agrotóxicos:  Impacto do uso inadequado de agrotóxicos  Informações gerais sobre envenenamentos e impactos de agrotóxicos no Brasil.
3. Jornal Folha de S.Paulo - Casos de envenenamento com "chumbinho":  "Ingestão de veneno como 'chumbinho' matou quase 2.500 pessoas no país desde 2019"
4. Bayer CropScience - Histórico do Temik®:  Declarações da Bayer sobre o produto  Informações sobre o Temik® e sua retirada do mercado internacional.
5. Relatórios da ONU e FAO sobre o uso de pesticidas:  Food and Agriculture Organization (FAO)  Dados internacionais sobre pesticidas proibidos e seus impactos ambientais.